# Guvernoratul Manouba
Guvernoratul Manouba este una dintre cele 24 unități administrativ-teritoriale de gradul I ale Tunisiei.